# Gyano Vanderdonck
Gyano Vanderdonck (24 januari 2006) is een Belgisch voetballer die onder contract ligt bij KAA Gent.

## Clubcarrière
Vanderdonck sloot zich op vijfjarige leeftijd aan bij de jeugdopleiding van KAA Gent. Op 15 april 2023 liet Emilio Ferrera hem een eerste keer invallen bij Jong KAA Gent, het beloftenelftal van de club dat toen uitkwam in Eerste nationale.  Kort daarop ondertekende hij zijn eerste profcontract bij de club. In de seizoenen 2023/24 en 2024/25 speelde hij respectievelijk 16 en 28 competitiewedstrijden voor Jong Gent in Eerste nationale.
Op 4 februari 2025 kondigde Gent aan dat het het contract van Vanderdonck had verlengd tot 2027 met optie op een extra jaar. Kort daarop werd Vanderdonck met Jong Gent kampioen in Eerste nationale VV. Op 8 augustus 2025 maakte hij in het shirt van Jong Gent zijn profdebuut: op de openingsspeeldag van de Challenger Pro League liet trainer Thomas Matton hem tegen Olympic Club Charleroi in de 56e minuut invallen voor Abubakar Abdullahi.

## Privé
- Vanderdonck is de zoon van Nico Vanderdonck, die eveneens voor KAA Gent uitkwam.[1]

2 Kotto ·
3 Brown ·
4 Watanabe ·
5 Lopes ·
6 Gandelman ·
8 Gerkens ·
9 Guðjohnsen ·
10 Omgba ·
11 Sonko ·
12 Gambor ·
13 Mitrović ·
14 Vanzeir‎ ·
15 Ito ·
16 Delorge ·
17 Hjulsager ·
18 Samoise ·
19 Surdez ·
20 Araújo ·
21 Dean ·
22 Fadiga ·
23 Torunarigha ·
24 Kums  ·
26 Fortin ·
27 De Vlieger ·
29 Varela ·
30 De Schrevel ·
32 Vandenberghe ·
33 Roef ·
35 De Meyer ·
45 Goore ·
Coach: Milićević
· Assistent-coach: Van Dessel